# Staetherinia alyzia
Staetherinia alyzia är en fjärilsart som beskrevs av Paul Dognin 1920. Staetherinia alyzia ingår i släktet Staetherinia och familjen tofsspinnare. Inga underarter finns listade i Catalogue of Life.